# Da hong pao

Province du Fujian d'où provient le Da hong pao

Dàhóngpáo (chinois : 大红袍 ; pinyin : dàhóngpáo ; litt. « Grande robe rouge ») est un prestigieux thé oolong des monts Wuyi. C'est un thé de première qualité de la variété wuyi yan cha (zh) (chinois : 武夷岩茶 ; pinyin : wǔyí yán chá ; litt. « thé des rochers de Wuyi ») des thés oolong. D'après la légende, la mère de la dynastie impériale Ming fut soignée d'une maladie à partir d'un thé, l'empereur envoya alors habiller de grandes robes rouges les quatre arbustes sur lesquels le thé avait été cueilli. Trois de ces arbustes, poussant sur un rocher des monts Wuyi et datant de la dynastie Song seraient encore vivants aujourd'hui et vénérés. Connu pour son prix très élevé,, le Da hong pao peut se vendre plus de 1 250 000 dollars US le kilogramme (20 g du Da Hong Pao d'un des plants de la mère Ming fut vendu 156 800 yens en 1998).

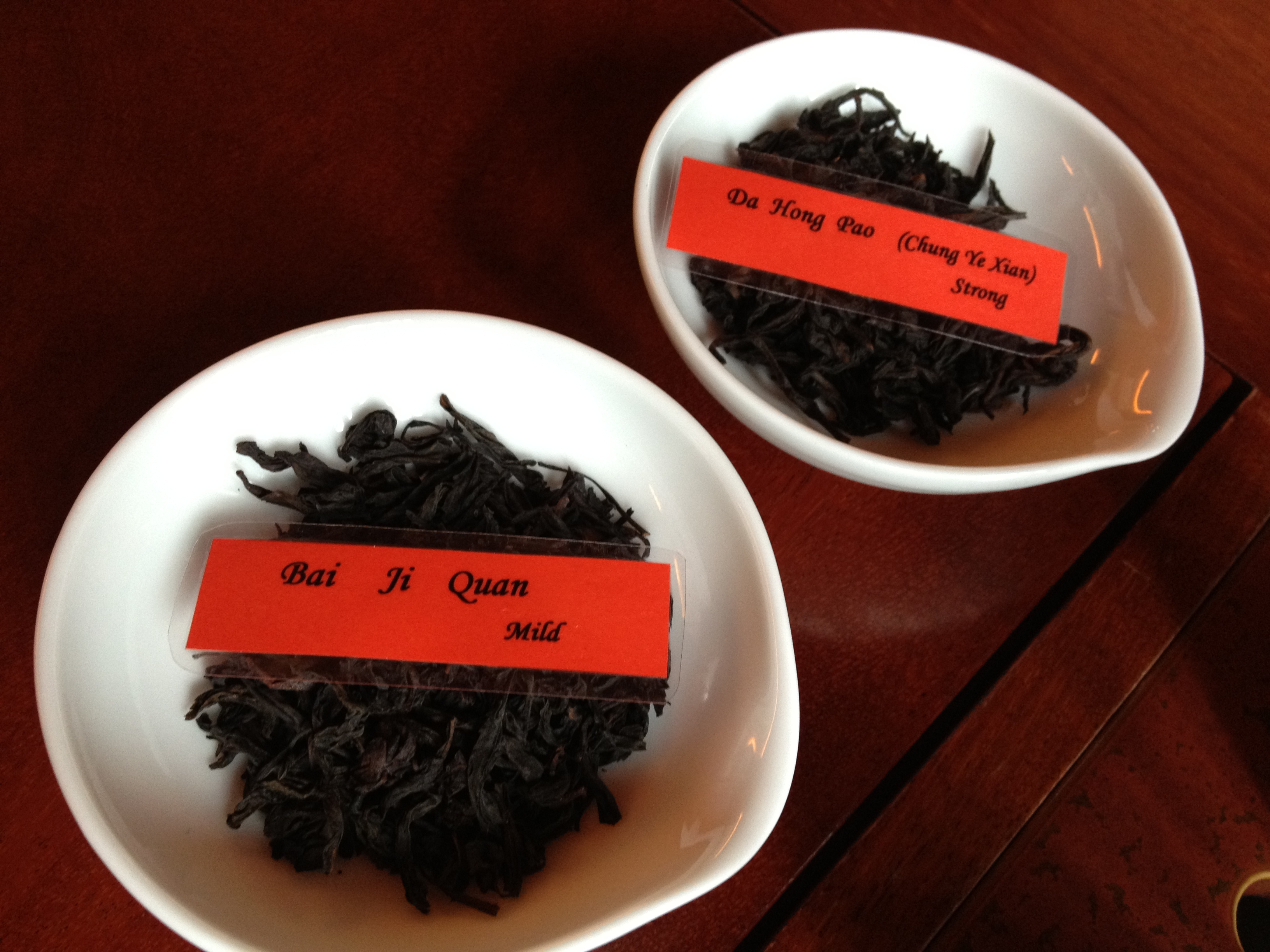
Échantillons de Da Hong Pao

Au cours des années 2000, des entreprises ont investi dans la préservation de l'intérêt pour ces thés et autres appelés « artisan », dont la particularité est d'être de très grande qualité et riches en histoire. Bien que leur coût de fabrication soit élevé, ils ont rapidement connu un succès populaire dans les pays occidentaux, si bien que des sélections prisées sont disponibles chaque année, de qualité cependant diverses en raison de l'intensification de la production.
Des boutures provenant des arbustes originaires ont été utilisées pour produire une qualité similaire de thé. La méthode de production, la différence du sol et l'emplacement de ces nouveaux plants produisent cependant un thé différent de celui obtenu par les arbustes d'origine. L'appréciation de cette différence de goût détermine la qualité des divers Da hong pao. En outre aujourd'hui seul est considéré authentique le thé issu des arbustes d'origine. 
En raison de sa très grande qualité, le Da hong pao est habituellement réservé par les Chinois aux invités qu'ils souhaitent honorer.
Les thé de type Wuyi yan cha, donnent lieu à une fête de combat de thé (doucha) dans le village de Tianxin 天心村), tirant au sort 200 producteurs locaux pour participer à la dégustation,.

## Commercialisation  au Japon
Au Japon, la marque de boissons Suntory s’est associée à la maison de thé Lupicia pour proposer une version de son thé oolong issue de la variété Da Hong Pao : le Suntory 烏龍茶 大紅袍 (Suntory Oolong Tea Da Hong Pao). Ce produit, présenté comme haut de gamme et destiné à une clientèle en recherche de raffinement, a été lancé successivement en 2007, 2008 et 2009, suscitant un vif intérêt parmi les amateurs de thé,. La campagne promotionnelle menée par Suntory a significativement contribué à la popularité du Da Hong Pao au Japon,.